# Polonia (Elgar)
Polonia, Op. 76, è un preludio sinfonico del compositore inglese Edward Elgar, scritto nel 1915.

## Storia
Il 13 aprile 1915 il direttore polacco Emil Młynarski chiese a Elgar di comporre qualcosa, ricordando a come Carillon di Elgar fosse stato un recente omaggio al Belgio, ma questa volta usando la musica nazionale polacca.
Il pezzo era principalmente opera di Elgar, ma includeva citazioni dell'inno nazionale polacco Mazurek Dąbrowskiego, della Warszawianka e di altre canzoni patriottiche polacche e temi di Chopin e Paderewski.
Fu eseguita per la prima volta al Concerto del fondo di soccorso per le vittime polacche nella Queen's Hall di Londra il 6 luglio 1915, con l'orchestra diretta dal compositore. Il Fondo di soccorso fu uno sforzo mondiale, organizzato da Paderewski e Henryk Sienkiewicz, in aiuto dei rifugiati dal terribile conflitto in Polonia tra le forze di Russia e Germania. Ci furono incisioni elaborate, ciascuna legata con un nastro rosso e bianco, contenente messaggi di Paderewski. Elgar diretto la sua première e Thomas Beecham diresse il resto del concerto.
Elgar dedicò Polonia a Paderewski, che era già un illustre pianista e compositore. Paderewski aveva scritto la sua "Polonia" nel 1908, la sua Sinfonia in re minore, a cui aveva dato quel sottotitolo.

## Corrispondenza di Elgar con Paderewski
Il 29 agosto 1915 Elgar scrisse a Paderewski, chiedendo che fosse autorizzata la pubblicazione della citazione dalla sua Fantasie Polonaise:

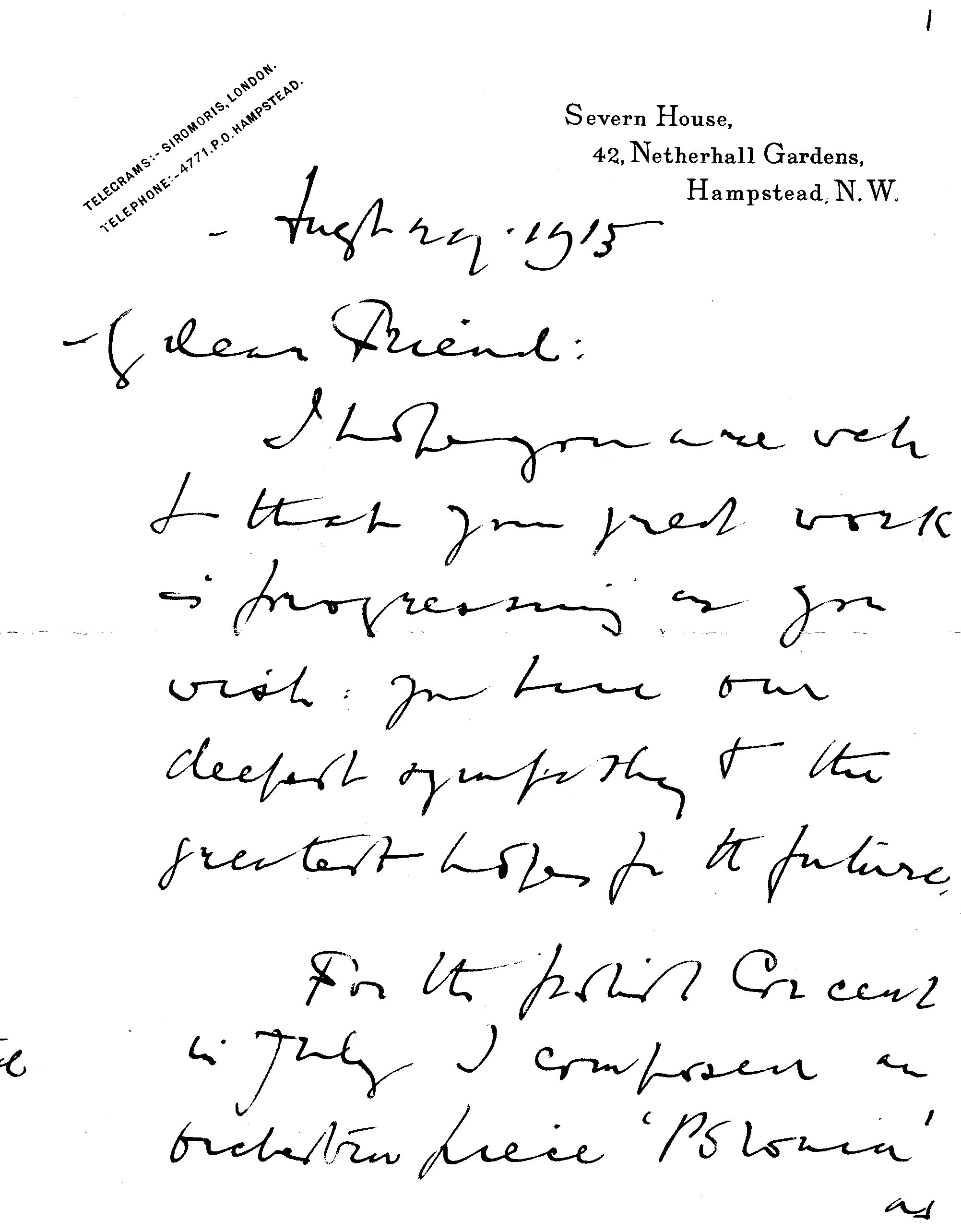
Lettera di Elgar a Paderewski, pag. 1
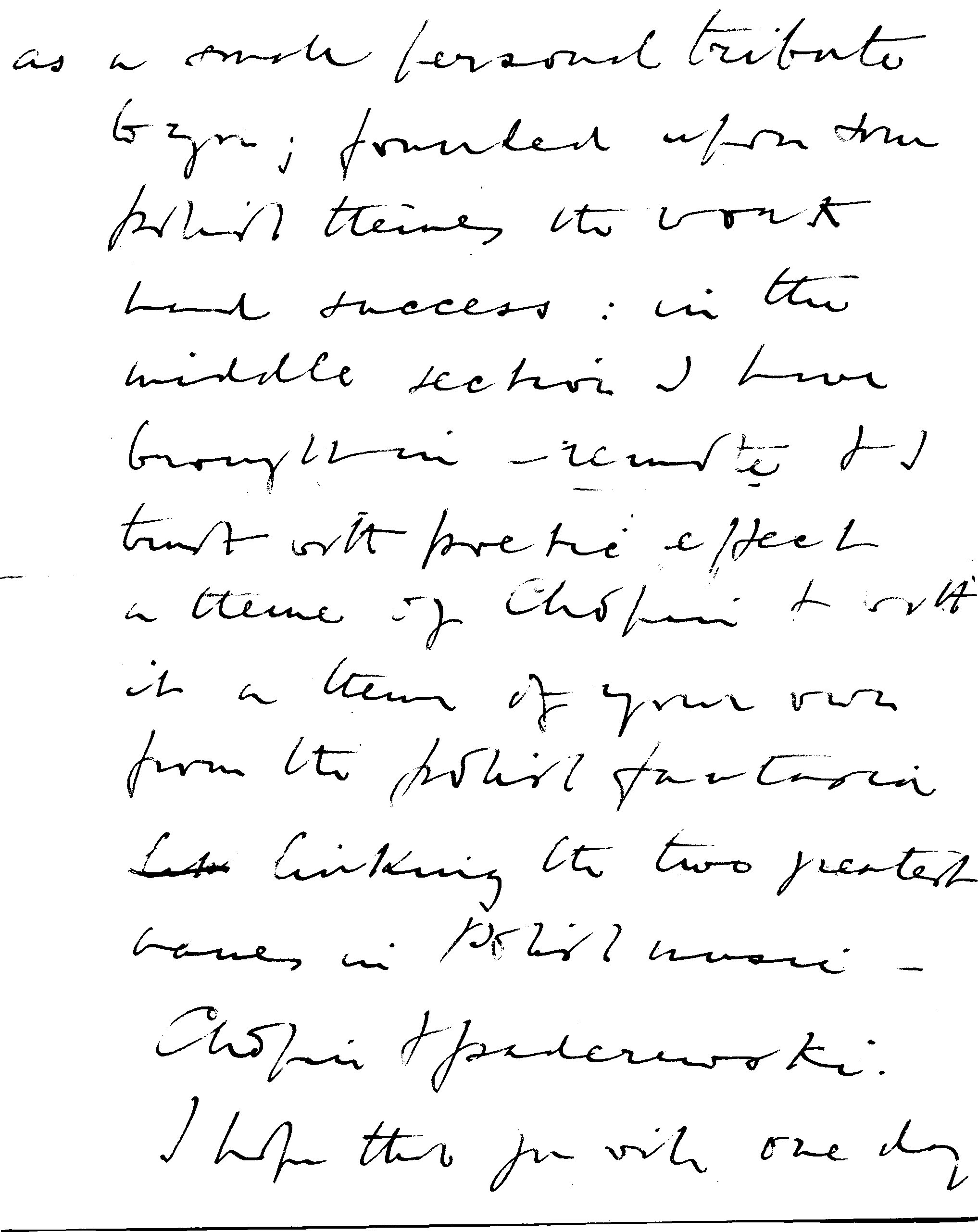
pag. 2
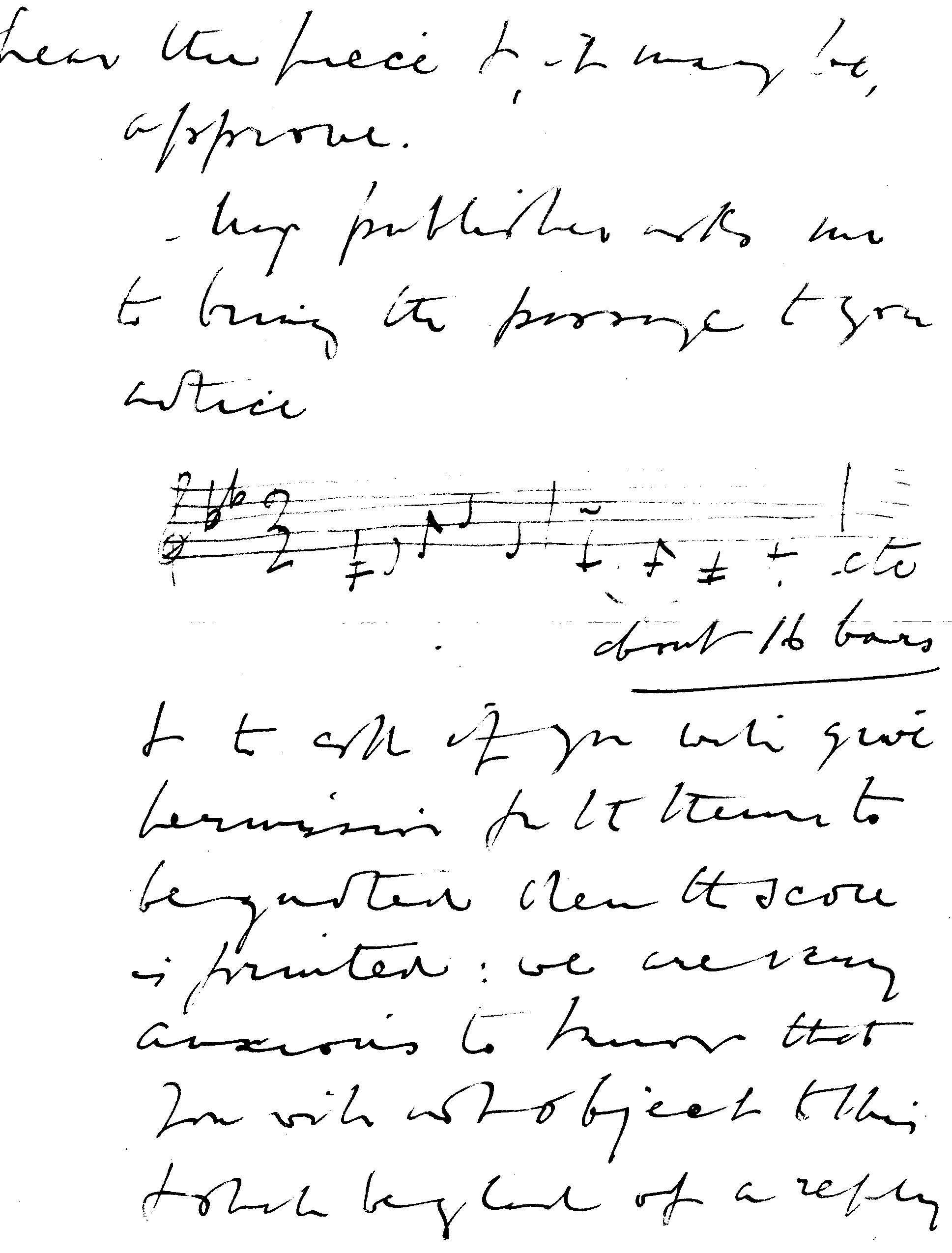
pag. 3
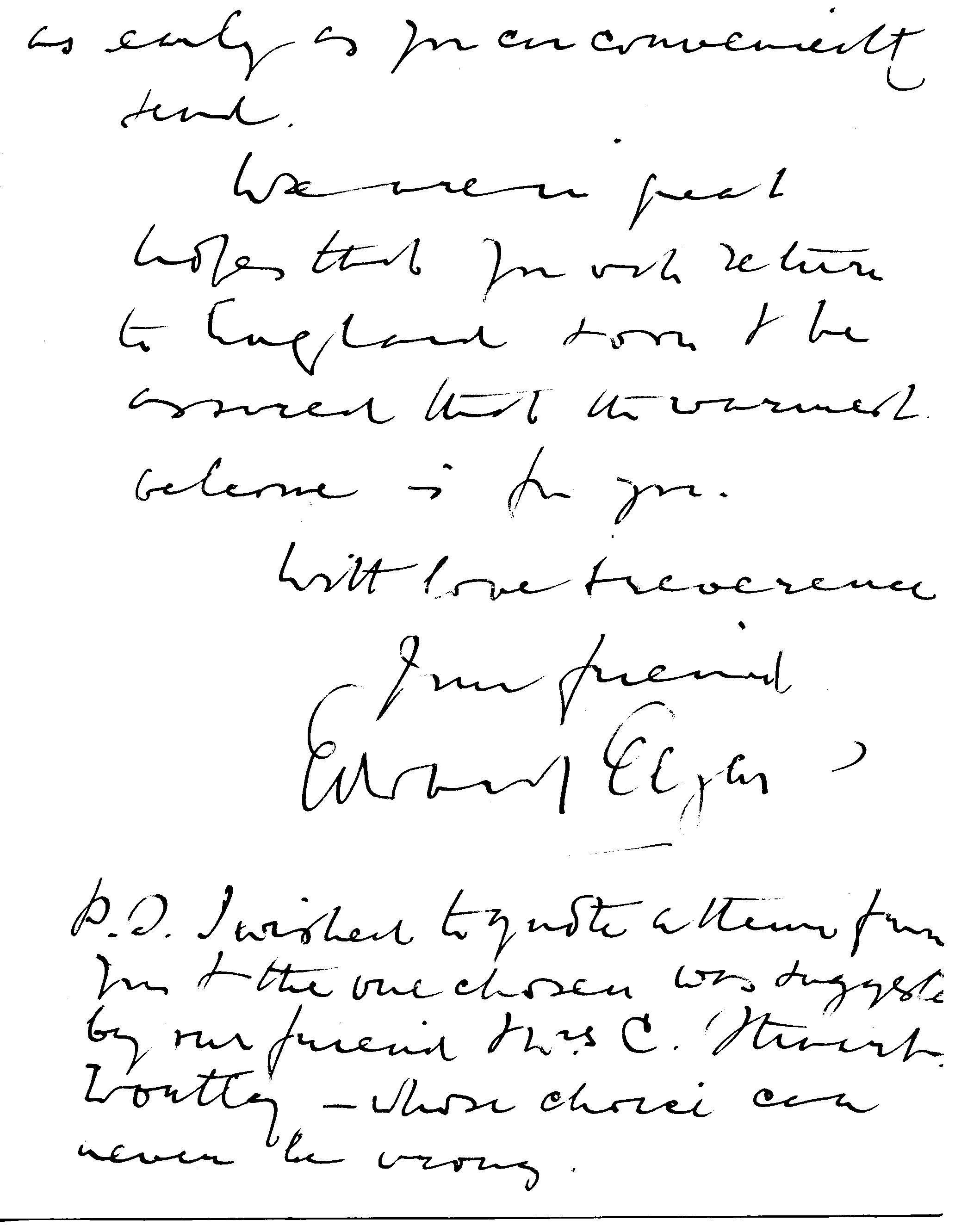
pag. 4

Per il concerto polacco di luglio ho composto un brano per orchestra "Polonia" come un piccolo omaggio personale a te; basato su alcuni temi polacchi il lavoro ha avuto successo: nella sezione centrale ho inserito alla lontana, e confido con effetto poetico, un tema di Chopin e insieme ad esso un tema tutto tuo dalla Polish Fantasia collegando i due più grandi nomi della musica polacca - Chopin e Paderewski. Spero che un giorno ascolterai il brano e, forse, approverai.
Il mio editore mi chiede di portare il passaggio alla tua attenzione
[Qui Elgar ha scritto le due battute iniziali del tema di Paderewski] ... ecc. circa 16 battute
per chiederti se darai il permesso per il tema da citare quando verrà stampata la partitura: siamo molto ansiosi di sapere che non ti opporrai a questo e saremo lieti di una risposta il prima possibile.
Speriamo davvero che tornerai presto in Inghilterra e ti assicuriamo che l'accoglienza più calorosa è per te.
Con affetto e riverenza, il tuo amico Edward Elgar
P.S. Volevo citare un tuo tema e quello scelto è stato suggerito dalla nostra amica signora C. Stuart Wortley - la cui scelta non può mai essere sbagliata.»
Paderewski accolse il lavoro con sincera ammirazione. Scrisse a Elgar dopo aver ascoltato il lavoro per la seconda volta in ottobre:

## Themes
Elgar cita canzoni patriottiche polacche, l'inno nazionale polacco e temi di Chopin e Paderewski, integrandoli con un tema tutto suo, che si dice sia il motivo della sua ammirazione per il popolo polacco.
Il primo tema che Elgar usa si ascolta, dopo una fioritura introduttiva, suonato dai fagotti. È una citazione di Warszawianka, che ha le parole "Śmiało podnieśmy sztandar nasz w górę" ("Coraggiosamente alziamo la nostra bandiera"). Questo è immediatamente seguito da un tema Nobilmente (proprio di Elgar), largamente affermato che poi scompare per portare al secondo tema nazionale che è il dignitoso "Chorał" o "Z dymem pożarów" ("Con il fumo dei fuochi"), prima suonato semplicemente dal violoncello (con un corno inglese) e un'arpa, in seguito dal fiati con una contromelodia del violino, prima di essere suonato dall'orchestra completa. Il tema di Warszawianka viene quindi sviluppato, portando a un breve ritorno del tema di Elgar, prima che appaia una citazione della Fantasie Polonaise di Paderewski, segnalata dal trillo di un triangolo. La sezione magica che segue cita il Notturno in sol minore di Chopin, suonata da un violino solista, durante il quale si ascolta il tema Paderewski, viene tranquillamente interrotta dalla Warszawianka. C'è un ulteriore sviluppo che porta a un trionfale ritorno del Chorale, che sembra una conclusione del lavoro, ma no: il Chorale muore, c'è una semplice dichiarazione dell'inno nazionale polacco "Jeszcze Polska nie zginęła" ("La Polonia non è ancora persa") ed è questo inno che porta il lavoro a una conclusione orchestrata brillantemente. Per le battute finali, gli strumenti dell'orchestra si uniscono all'organo.

## Incisioni
- The Symphony Orchestra conducted by Sir Edward Elgar, recorded 22 May 1919, issued on HMV D493 [matrix HO3726af & HO3728af]; reissued in "The Elgar Edition. The Acoustic HMV Recordings," 1914–25. Pearl CD GEMMCDS9951/5.
- 1975 "Elgar Orchestral Music", London Philharmonic Orchestra conducted by Sir Adrian Boult, includes "Polonia". EMI Records, ASD 3050 stereo.
- Elgar Collector's Edition Modern edition of the same recording – London Philharmonic Orchestra, Sir Adrian Boult.
- Elgar War Music Rutland Sinfonia, Barry Collett.
- British Symphonic Collection Vol 2: Elgar Munich Symphony Orchestra, Douglas Bostock.
- Elgar: Marches Archiviato il 9 ottobre 2017 in Internet Archive. New Zealand Symphony Orchestra, James Judd.
- Transcribed for organ played by Simon Nieminski at St Mary's Episcopal Cathedral, Edinburgh.
- Elgar: Violin Concerto (Violin Concerto/ Polonia/ Interlude From The Crown Of India) played by the Royal Scottish National Orchestra conducted by Sir Andrew Davis.